# Gończy z Jury - Bruno
Gończy z Jury – Bruno – jedna z ras psów, należąca do grupy psów gończych i posokowców, zaklasyfikowana do sekcji psów gończych.

## Krótki rys historyczny
Rasa powstała w XVI wieku w regionie Jura w Szwajcarii. Jej przodkami były najprawdopodobniej cięższe, stare francuskie rasy krótkowłose.

## Użytkowość
Psy te mają bardzo silny instynkt łowiecki, który wykorzystuje się przy polowaniach na drobną zwierzynę.

## Charakter i temperament
Żywy i zdecydowany.

## Wygląd
Umaszczenie jest jednolite czerwone lub złote, bez białych znaczeń, ale z dużym czarnym kuprakiem. Sierść krótka. Od psa św. Huberta różni się delikatniejszą sylwetką i lżejszą głową. Ma szeroką, zaokrągloną czaszkę. Nos czarny i duży z szerokimi nozdrzami. Uszy osadzone poniżej linii oczu, lekko pofałdowane.

## Utrzymanie
Bruno potrzebuje dużej dawki ruchu, aby być w dobrej kondycji.